# Coahuayana (kommun)
Coahuayana är en kommun i Mexiko.   Den ligger i delstaten Michoacán de Ocampo, i den södra delen av landet, 500 km väster om huvudstaden Mexico City.
Följande samhällen finns i Coahuayana:
- Coahuayana Viejo
- Colonia Veinte de Noviembre
- Zapotán
- El Ticuiz
- Boca de Apiza
- Palos María
- Achotán
- El Chorumo
- Santa María Miramar
- Lázaro Cárdenas del Río